# 柳河内
柳河内（やなごうち）は、福岡県福岡市南区にある地名。1丁目と2丁目が設置されている。郵便番号は815-0063。

## 概要
福岡市南区の中部に位置し、北で野間・寺塚、南で皿山、西で長住・長丘、東で若久と接しており、主に住宅地となっている。町内には福岡市内最大の治水池である野間大池及び野間大池公園がある。

## 歴史

### 町域の変遷
| 住居表示実施後               | 実施年月日         | 住居表示実施前（各大字の一部） |
| ---------------------------- | ------------------ | ------------------------------ |
| 柳河内一丁目から柳河内二丁目 | 1965年（昭和40年） | 大字野間・大字若久             |

## 主な施設

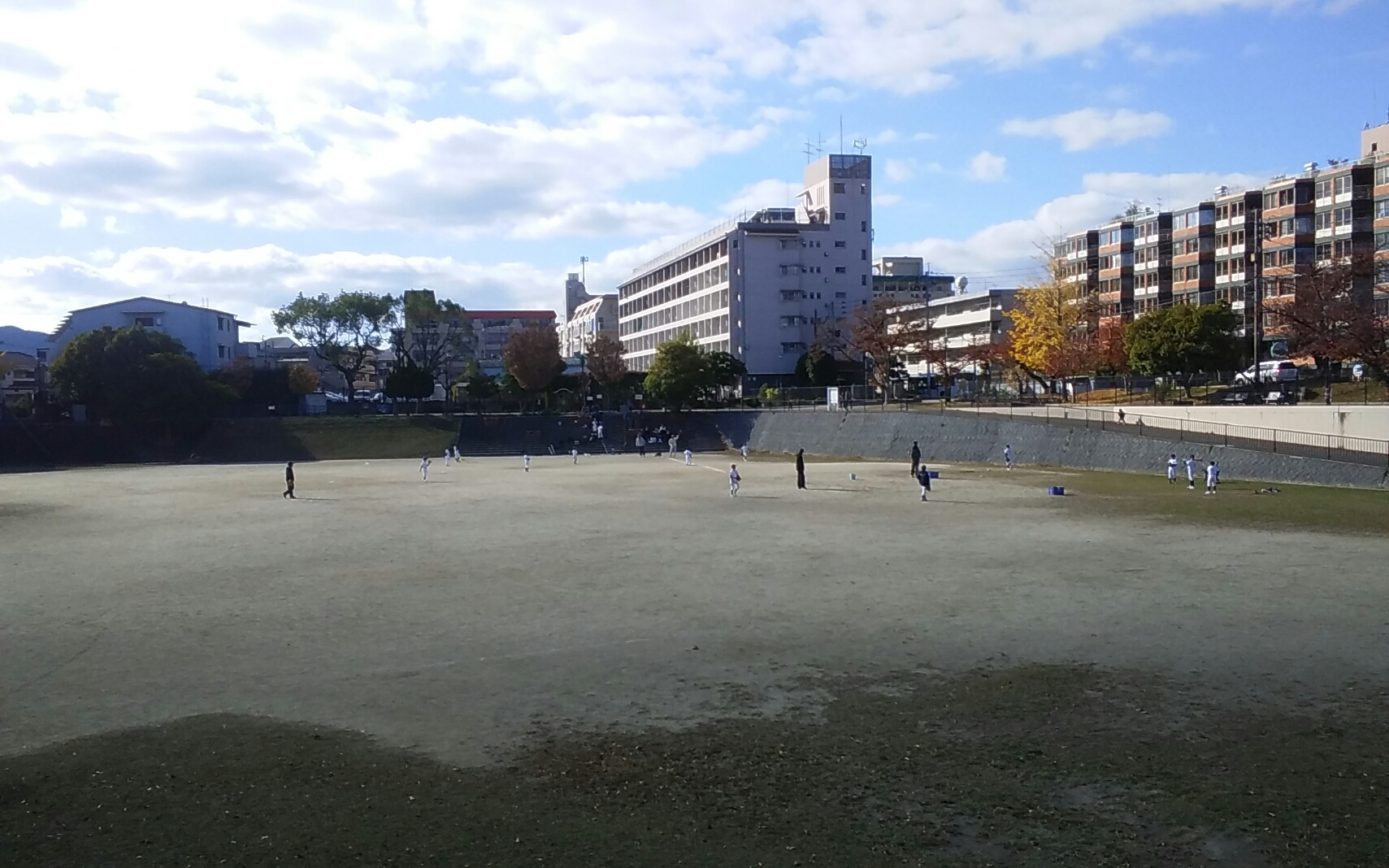
野間大池公園グラウンド

- パセオ野間大池 - マルショクを核テナントとしたショッピングセンター。当初は野間アピロスとして開業[3]、その後ダイエー野間店となり、ダイエー閉店後に再開発が行われ、パセオ野間大池となった[4][5][6][7]。
- 福岡整形外科病院
- 野間大池公園

### 教育施設
町内に小中学校はなく、1丁目は福岡市立若久小学校及び福岡市立野間中学校、		2丁目は福岡市立東若久小学校及び福岡市立筑紫丘中学校の校区となっている。

## 名所・旧跡

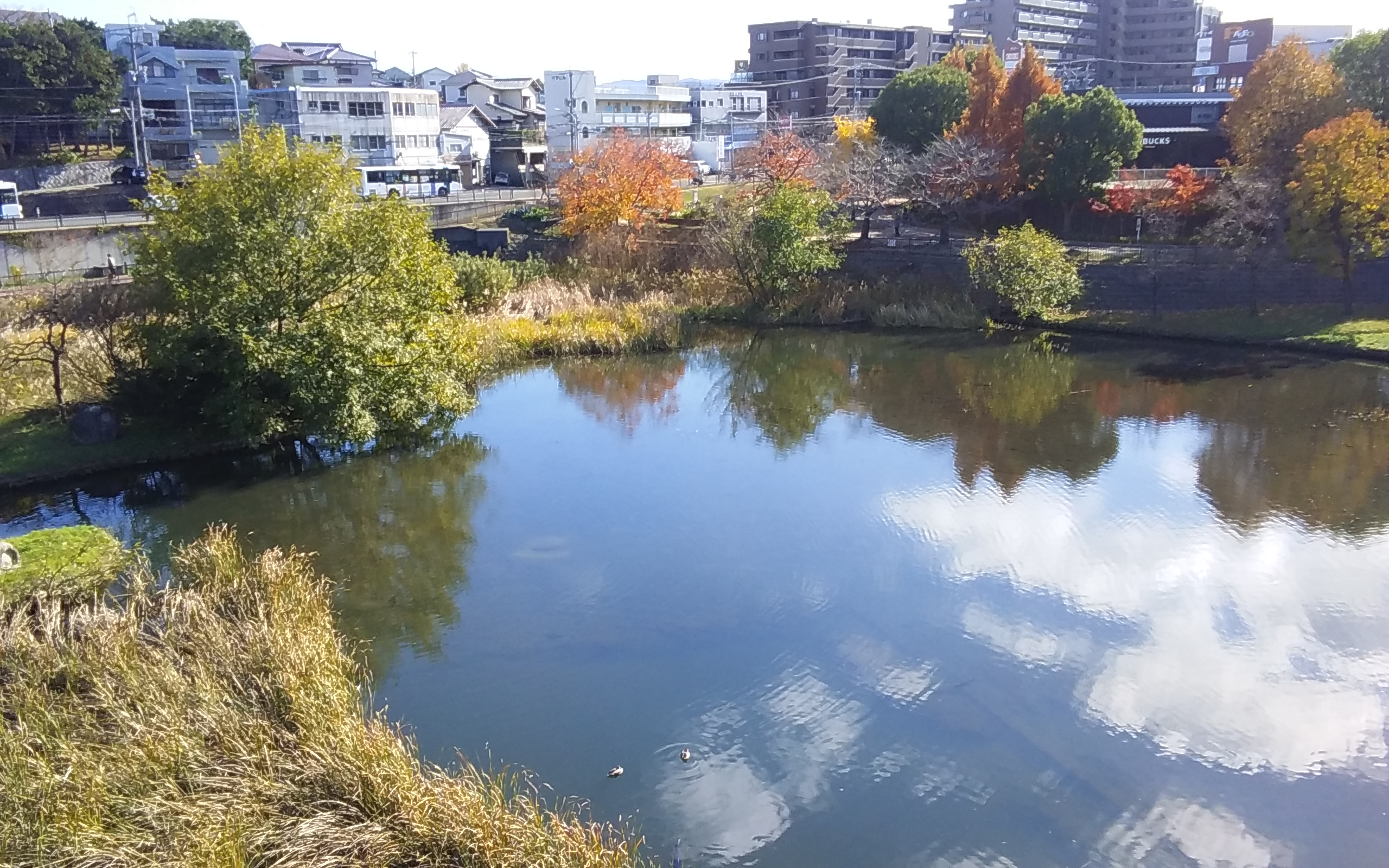
野間大池

- 野間大池

## 交通

### 道路
- 福岡県道602号後野福岡線（通称・大池通り）
- 野間花畑線

### 鉄道
町内に鉄道は通っていない。西鉄天神大牟田線高宮駅が最寄駅である。

### バス
- 西鉄バス
  - 柳河内
  - 野間大池公園前